# Björn Lönnqvist
Björn Olof Lönnqvist, även känd som Johnny Lonn, född 17 december 1944 i Hedvig Eleonora församling, Stockholms stad, död 7 april 2013 i Hässelby församling, Stockholms stad, var en svensk humoristisk illusionist och rekvisitör.

## Biografi
Förutom sina egna shower och föredrag framträdde Lönnqvist i revyn Lusthuset på Intiman i Stockholm 1984 och i Hagges revy på Lisebergsteatern i Göteborg 1985. Han gjorde även flera framträdanden i TV. Lönnqvist gav också ett seminarium som handlar om att utveckla den visuella perceptionen. Med sin trolleriakt med den tysta misslyckade eleganta magikern reste han runt världen. Lönnqvist uppträdde en månad i Las Vegas på 1970-talet med Doug Henning och Bill Cosby.
Han var också domare vid världsmästerskapen i trolleri FISM i Haag i Nederländerna 2003 och Blackpool i England 2012.

## Filmografi
- 1974 - Parade
- 1984 - Mannen från Mallorca